# Église Saint-Saturnin de Targasonne
Pour les articles homonymes, voir église Saint-Saturnin.
L'église Saint-Saturnin de Targasonne est une église romane située à Targasonne, dans le département français des Pyrénées-Orientales.

## Situation
L'église se trouve dans le village de Targasonne, situé en Cerdagne, région historique de l'Est des Pyrénées.

## Histoire
L'église, construite par les habitants de Targasonne, est consacrée par l'évêque d'Urgell Guillaume Guifred en 1048. L'édifice actuel semble avoir été bâti aux alentours de 1200, avec des remaniements modernes.